# Temate
 (février 2021).
Si vous disposez d'ouvrages ou d'articles de référence ou si vous connaissez des sites web de qualité traitant du thème abordé ici, merci de compléter l'article en donnant les références utiles à sa vérifiabilité et en les liant à la section « Notes et références ».

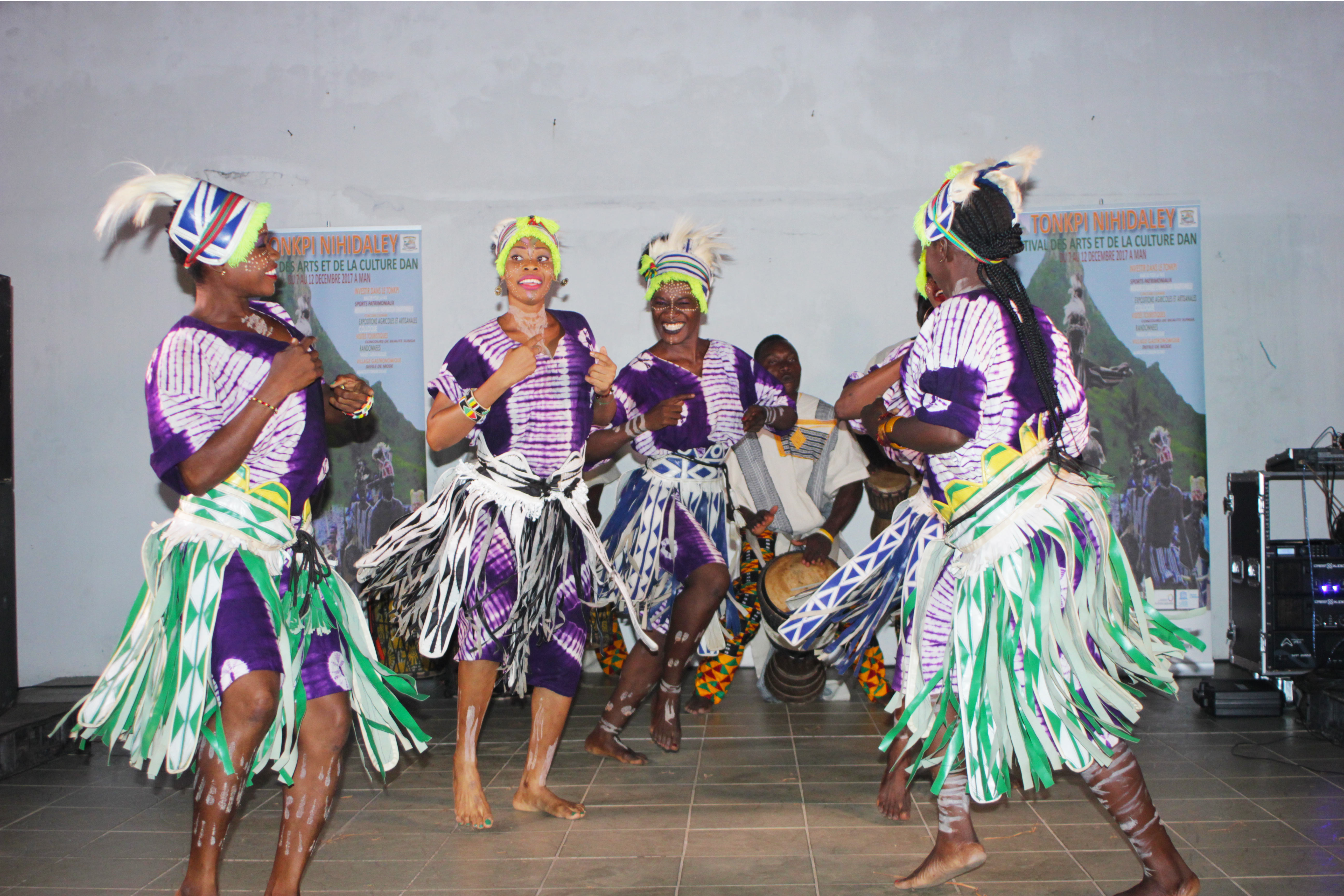
Danseuses de temate

Le temate est une danse wobé,, (ouest de la Côte d'Ivoire) qui est exécutée par les jeunes filles. C'est un hommage de celles-ci aux esprits favorables à une abondante récolte de riz. Temate signifie « plus beau » en wobé,. Il s'agit d'une danse de réjouissances mais elle peut également être produite lors de funérailles. 